# علم الآثار الكتابي
علم الآثار الكتابي يشمل التحقيق العلمي والترميم لبقايا ثقافات الماضي التي يمكنها توضيح الفترات والموصوفات المذكورة في الكتاب المقدس، سواء كانت من العهد القديم (الكتاب المقدس العبري) أو من العهد الجديد.
الموقع الرئيسي للاهتمام الأثري هو ما يعرف في الأديان الإبراهيمية بالأراضي المقدسة، والتي تسمى من منظور غربي أيضًا بالشرق الأوسط. في المقابل يتعامل علم آثار المختص بمنطقة الشرق الأدنى أو بمعنى أصح - الشرق الأدنى القديم - دون إعطاء أي اعتبار خاص لما إذا كانت لاكتشافاته أي علاقة مع الكتاب المقدس.
التقنيات العلمية المستخدمة هي نفسها المستخدمة في علم الآثار العام، مثل الحفر والتنقيب وتأريخ الكربون المشع.

## علم الآثار

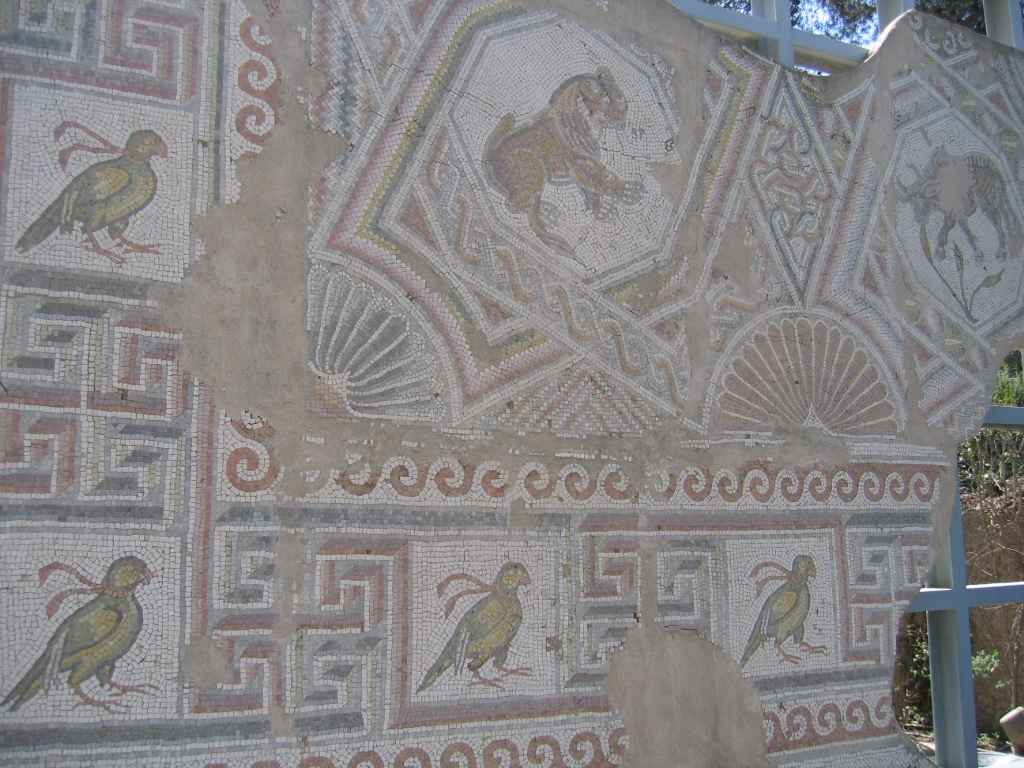
فسيفساء من كنيسة بيزنطية يعود تاريخه إلى القرن الخامس بشمال بيت فجار. الفسيفساء هي أحد العناصر الرئيسية التي درسها علم الآثار الكتابي.

من أجل فهم أهمية علم الآثار الكتابي فمن الضروري أولا أن نفهم مفهومين أساسيين: علم الآثار باعتبارها الإطار العلمي، والكتاب المقدس باعتباره شئ للبحث. علم الآثار هو علم، ليس بالمعنى الأرسطي «للشهادة المعرفية لكل سبب» ولكن بالمعنى الحديث للمعرفة المنهجية. يتوسع فيسنتي فيلار في هذه النقطة من خلال الإشارة إلى أن علم الآثار هو الفن والعلم في آن واحد حيث إنه يبحث عن الفن كبقايا مادية للحضارات القديمة ويحاول قدر الإمكان إعادة بناء البيئة والتنظيمات الخاصة بواحدة أو بالعديد من العصور التاريخية السابقة. ويعتبر علمًا حديثًا بشكل نسبي، فكما وصفه «بينيش» فهو علم بالكاد يبلغ 200 عامًا ولكنه غير أفكارنا بشأن الماضي بشكل كبير.
قد يعتقد المرء أنه يجب على علم الآثار تجاهل المعلومات الواردة في الأديان والعديد من النظم الفلسفية. ومع ذلك بصرف النظر عن الكم الهائل من الشياء المادية التي تولدها هذه الأنظمة (مثل أماكن العبادة والأشياء المقدسة وغيرها من الأشياء التي يمكن ملاحظتها علميا)، هناك جوانب أخرى بنفس القدر من الأهمية للتحقيق الأثري العلمي مثل النصوص الدينية والطقوس والعادات والتقاليد. عادةً ما يستخدم علماء الآثار والمؤرخون الأساطير كدليل على الأحداث أو الأماكن التي أصبحت مخفية، وهي عملية يطلق عليها رودولف بولتمان «إزالة الروح»، وأبرز مثال على ذلك هو قصائد هوميروس ومدينة طروادة المليئة بالأساطير. شجع هذا التصور المعاصر للأسطورة علماء الآثار على فحص المناطق التي تشير إليها حكايات الكتاب المقدس.  

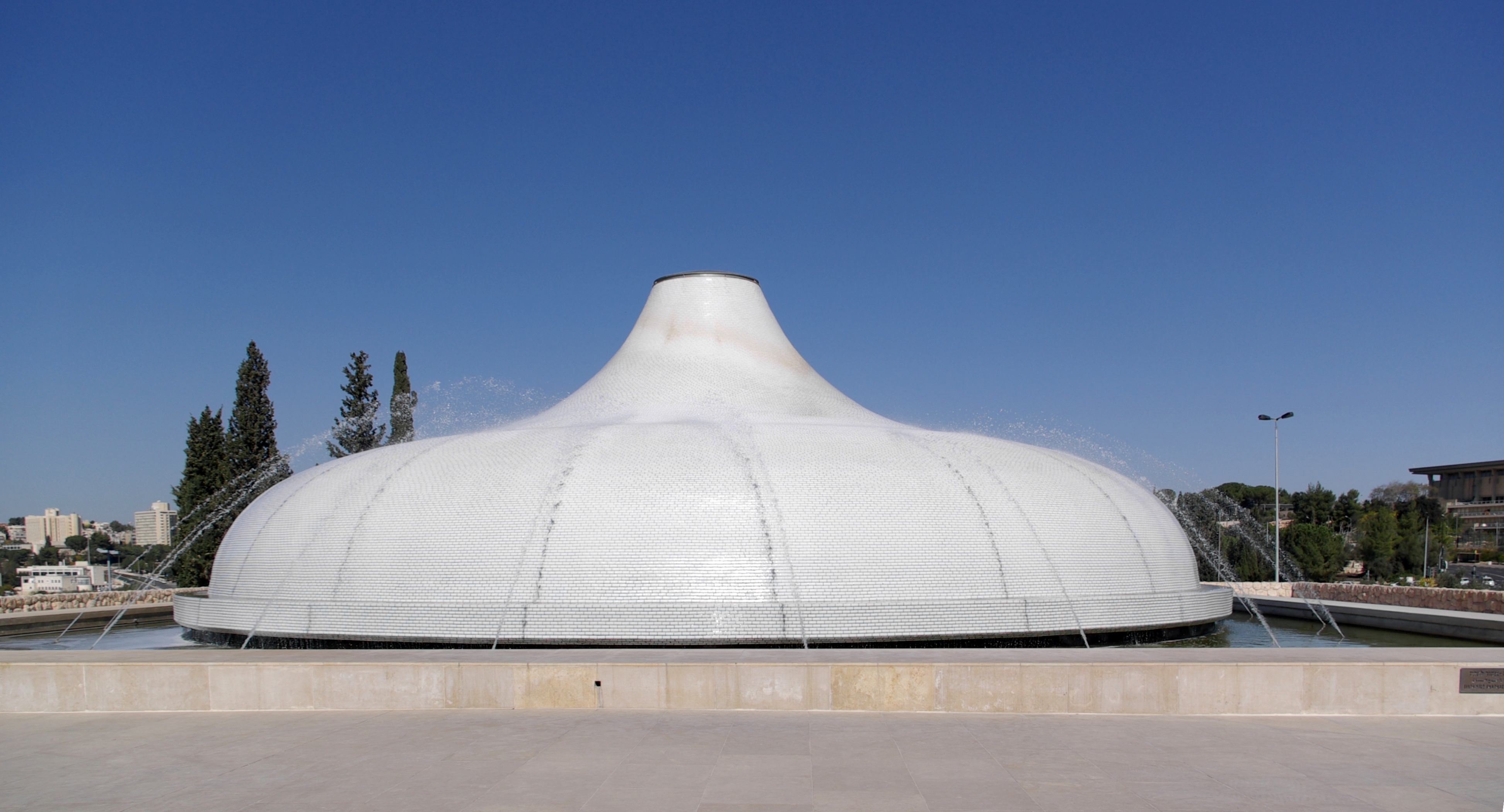
يمتلك متحف إسرائيل في القدس موارد قيمة للبحث والاستكشاف العلمي والكتابي

علم الآثار الكتابي يهتم بالتحقيق العلمي واستعادة بقايا المواد من الثقافات الماضية التي يمكن أن تكشف أوقات وأوصاف ذكرت في الكتاب المقدس، وهي مساحة واسعة من الوقت بين 2000 قبل الميلاد وحتى 100 بعد الميلاد.  
سبب وجود علم الآثار الكتابي مستمد من محاولته لزيادة فهم الشعوب التي سكنت الأراضي المقدسة. كما تسمح بفهم تاريخهم وثقافتهم وهويتهم وحركاتهم. هذا قد يجعل من الممكن معرفة الموقع الدقيق للقصص ومقارنتها بالحقائق. وفيما يتعلق بذلك لاحظ بيترو كاسوالدر أن المدرسة الأمريكية والإسرائيلية لعلم الآثار الكتابي قد نظرت إلى علم الآثار كدليل على صحة القصص التوراتية،  كما يمكن رؤية هذا في عمل مؤلفين ذو مكانة مثل وليام إف ألبرايت، وإرنست رايت ويغائيل يادين. ومن ناحية أخرى لا يحاول الكثير من علماء الآثار إثبات قصص الكتاب المقدس بل اكتشاف السياق التاريخي الذي كُتبت فيه وإيضاح أمور أخرى مثل:
- معلومات تتعلق ببعض البيانات التاريخية الموضحة في قصص الكتاب المقدس (مثل الحكومات والناس والمعارك والمدن)
- بعض التفاصيل المحددة التي تنعكس في أسفار الكتاب المقدس على سبيل المثال نفق حزقيا وبركة بيت حسدا والجلجثة وغيرها التي تتعلق فعليا بالمسائل الموصوفة في قصص الكتاب المقدس
- دراسات تفسيرية

## الموقع

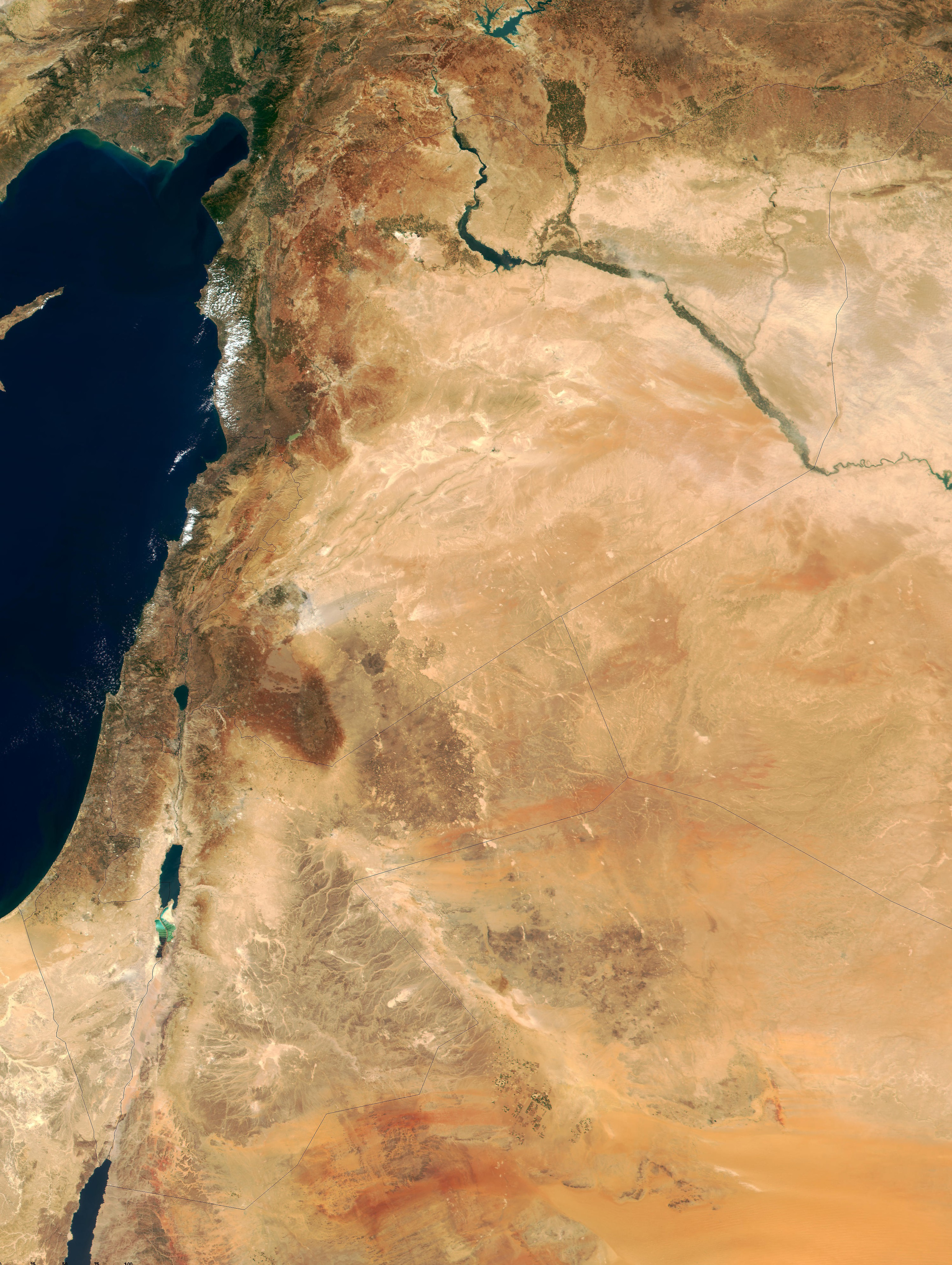
المنطقة المعروفة باسم الشرق الأوسط بلا شك هي موقع الأحداث التي تعلق بها كتاب نصوص الكتاب المقدس.

علم الآثار الكتابي يركز بشكل خاص على أراضي إسرائيل وفلسطين والأردن أي المنطقة التي تسمى الشرق الأدنى. يهتم العديد من الباحثين أيضًا بأماكن أخرى مذكورة الكتاب المقدس والتي لها أهمية كبيرة لربط الخطوط مثل: مصر وسوريا وبلاد الرافدين والتي تهم العلماء المهتمين بالتناخ. كما تتمتع آسيا الصغرى، ومقدونيا، واليونان، وروما بصلات أقوى بقصص العهد الجديد.

## تواريخ
بنفس الطريقة التي تختلف بها المعايير المكانية وفقًا لوجهات النظر المختلفة للباحثين المختلفين، هناك أيضًا مجموعة متنوعة من التواريخ المهمة. يقول كاسوالدر:
- من المفهوم أن الفترة المقصودة للبحث تمتد من الألفية التاسعة قبل الميلاد والتي تتوافق مع أقدم بقايا العصر الحجري الحديث في أريحا حتى 700 بعد الميلاد والتي تمثل الغزوات الأولى للجيوش الإسلامية. هذه الفترة الزمنية تعتبرها بعض السلطات واسعة للغاية ومثيرة للجدل.
- تم وصف فترة أضيق ثانية تم تحديدها عن كثب من خلال قصص الكتاب المقدس: من العصر البرونزي الأوسط أي من عام 2000 قبل الميلاد والتي تتوافق مع زمن إبراهيم وإسحاق ويعقوب حتى نهاية القرن الأول الميلادي بموت التلميذ الأخير يوحنا ونهاية ما يسمى بالكنيسة الرسولية. يؤخذ مصطلح الكنيسة الرسولية ليعني الفترة التاريخية التي كان فيها نلاميذيسوع على قيد الحياة بما فيهم بولس الرسول. تنتهي هذه الفترة بوفاة يوحنا الإنجيلي ولا يُعرف تاريخ وفاته بالضبط ولكن من المفترض أن يكون حوالي 110 بعد الميلاد. ومع ذلك يعتبر بعض العلماء أن مؤلفي إنجيل يوحنا وسفر الرؤيا ربما يكونا تلاميذ يوحنا.

## فترات في علم الآثار الكتابي
قائمة الفترات التالية لعلم الآثار السورية الفلسطينية مبنية على الجدول الوارد في «علم الآثار الكتابي: مقدمة قصيرة جدا» ص.33-34  حتى نهاية العصر الحديدي، ومن التعريفات التي قدمها قاموس «ميرسر للكتاب المقدس» ص.55، لفترات لاحقة.
- العصر الحجري الحديث: 8500-4300 ق.م
  - العصر الحجري الحديث قبل الفخار = 8500-6000 ق.م
    - العصر الحجري الحديث قبل الفخار أ = 8500-7500 ق.م
    - العصر الحجري الحديث قبل الفخار ب = 7500-6000 ق.م

  - العصر الحجري الحديث الفخاري: 6000-4300 ق.م
    - العصر الحجري الحديث الفخاري أ (السلطة الوطنية الفلسطينية) = 6000-5000 ق. م
    - العصر الحجري الحديث الفخاري ب = 5000-4300 ق.م
- فترة العصر النحاسي: 4300-3300 ق
- العصر البرونزي: 3300-1200 ق
  - العصر البرونزي المبكر = 3300-2300 ق
    - البرونزي المبكر الأول = 3300-3050 ق.م
    - البرونزي المبكر الثاني - الثالث = 3050 -2300 / 2000 ق

  - العصر البرونزي المتوسط = 2300 / 2000 - 1550 ق.م
    - البرونزي المتوسط الأول = 2300 - 2000
    - البرونزي المتوسط الثاني: 2000 - 1750
    - البرونزي المتوسط الثالث: 1750 - 1550

  - العصر البرونزي المتأخر = 1550 - 1200 ق.م
    - البرونزي المتأخر الأول = 1550 - 1400
    - لبرونزي المتأخر الثاني = 1400 - 1200
- العصر الحديدي: 1200 - 586 ق.م
  - الحديدي الأول = 1200 - 1150 قبل الميلاد
  - الحديدي الثاني = 1150 - 1000 قبل الميلاد
  - الحديدي الثالث = 1000 - 925 قبل الميلاد
  - الحديدي الرابع = 925 - 720 قبل الميلاد
  - الحديدي الخامس = 720 - 586 قبل الميلاد
- الفترة البابلية: 586 - 539 ق
- الفترة الفارسية: 539 - 332 ق
- الفترة الهلنستية = 332 - 63 ق
  - الهلنستية المبكرة = 332 - 198 ق
  - أواخر الهلنستية = 198 - 63 ق
- الفترة الرومانية: 63 ق.م - 324 م

## التاريخ
بدأت دراسة علم الآثار الكتابي في نفس الوقت الذي بدأ فيه علم الآثار العام، ومن الواضح أن تطوره يتعلق باكتشاف الآثار القديمة المهمة للغاية.

### مراحل تطور علم الآثار الكتابي
اتسم تطور علم الآثار الكتابي بفترات مختلفة:
- القديمة: على الرغم من أن علم الآثار يمكن اعتباره علمًا حديثًا، إلا أنه يجب إدراك أن العديد من الكتاب التاريخيين تركوا وثائق قيمة حتى اليوم تعتبر قراءة أساسية لطلاب علم الآثار الكتابي. تشمل أهم المصادر التاريخية كتابات يوسيفوس وأوريجانوس ويوسابيوس وإيغريا. إيغيريا كانت امرأة إسبانية قامت بالحج إلى الأراضي المقدسة بين 381 و384. مذكراتها عن الرحلة - التي كانت رحلة مغامرة بشكل مدهش لامرأة في ذلك الوقت - هي مصدر للدراسة والبحث حتى اليوم.
- قبل الانتداب البريطاني في فلسطين: بدأت الاستكشافات الأثرية الأولى في القرن التاسع عشر في البداية بواسطة الأوروبيين. كان هناك العديد من علماء الآثار المشهورين الذين يعملون في هذا الوقت ولكن أحد أشهرهم كان إدوارد روبنسون الذي اكتشف عددًا من المدن القديمة. تأسس صندوق استكشاف فلسطين عام 1865 وكانت تحت رعاية الملكة فيكتوريا. تم إجراء تحقيقات كبيرة حول هيكل القدس عام 1867 بواسطة تشارلز وارن وتشارلز ويلسون.[9] في نفس عام تأسس جمعية استكشاف فلسطين الأمريكية عام 1870 وصل عالم الآثار الفرنسي الشاب تشارلز غانو إلى الأرض المقدسة لدراسة نقوش بارزة مثل نقش ميشع في الأردن ونقوش في معبد القدس. دخلت شخصية أخرى المشهد في عام 1890 وهو السير فليندرز بيتري، الذي أصبح يعرف باسم «أبو علم الآثار الفلسطيني». وضع بيتري في تل الحسي أساس الاستكشاف المنهجي من خلال إعطاء أهمية كبيرة لتحليل السيراميك كعلامات أثرية. في الواقع تعمل الأشياء أو الأجزاء المستعادة على إصلاح التسلسل الزمني بدرجة عالية من الدقة حيث تم صنع الفخار بطرق مختلفة وبخصائص محددة خلال كل حقبة عبر التاريخ. في عام 1889 افتتح النظام الدومينيكي مدرسة الكتاب المقدس والآثار الفرنسية في القدس والتي ستصبح مشهورة عالميًا في مجالها. وظهر رواد مثل ماري جوزيف لاغرانج وإل. إتش. فنسنت بين علماء الآثار الأوائل في المدرسة. في عام 1898 تأسست «جمعية الشرق الألمانية» في برلين، وتم تمويل عدد من أعمال الحفر في وقت لاحق بواسطة الإمبراطور فيلهم الثاني. تم تأسيس العديد من المنظمات المماثلة الأخرى في هذا الوقت بهدف تعزيز هذا النظام الوليد على الرغم من أن التحقيقات في هذه الحقبة كان الهدف الوحيد منها إثبات صحة القصص الكتابية.
- خلال الانتداب البريطاني في فلسطين (1922 - 1948): ازداد التحقيق في الأراضي المقدسة واستكشافها بشكل كبير خلال هذا الوقت، وسيطر عليه عباقرة مثل وليام أولبرايت، وسي إس فيشر، واليسوعيون، والدومينيكان وغيرهم. انتهى عصر التقدم والنشاط الكبير هذا بازدهار حيث تم اكتشاف مخطوطات البحر الميت في قمران في عام 1947 وإستمرار أعمال الحفر فيها خلال وقت لاحق بإدارة الفرنسي رولان دي فو إلى حد كبير.
- بعد الانتداب البريطاني : تميز عام 1948 ببداية عهد اجتماعي وسياسي جديد للأرض المقدسة مع قيام دولة إسرائيل والدخول إلى ساحة علماء الآثار الإسرائيليين. في البداية اقتصرت حفرياتهم على أراضي الدولة الناشئة، ولكن بعد حرب 1967 امتدت إلى الأراضي المحتلة في الضفة الغربية. من الشخصيات المهمة في علم الآثار في هذه الفترة كان كاثلين كينيون، التي أشرفت على أعمال التنقيب في أريحا والقدس. وقادت كريستال بينيت أعمال التنقيب في البتراء وقلعة عمان بجبل القلعة. تعتبر المتاحف الأثرية للفرنسيسكان والدومينيكان في القدس ملحوظة بشكل خاص.
- علم الآثار الكتابي اليوم : غالبًا ما تتم إدارة علم الآثار الكتابي في القرن الحادي والعشرين من قبل فرق دولية برعاية الجامعات والمؤسسات الحكومية مثل هيئة الآثار الإسرائيلية. يتم تعيين المتطوعين للمشاركة في الحفريات التي يقوم بها فريق من المهنيين. يبذل الممارسون جهودًا متزايدة لربط نتائج التنقيب بأخرى في مكان قريب في محاولة لخلق نظرة عامة موسعة ومفصلة للتاريخ والثقافة القديمة لكل منطقة. سهلت التطورات السريعة الأخيرة في التكنولوجيا إجراء قياسات علمية أكثر دقة في العشرات من المجالات ذات الصلة وكذلك تقارير أكثر دقة ونشرها على نطاق أوسع.[10] [11]

## مدارس الفكر في علم الآثار الكتابي
علم الآثار الكتابي هو موضوع نقاش مستمر. أحد مصادر الخلاف الكبيرة هي الفترة التي حكم فيها الملوك إسرائيل وتاريخية الكتاب المقدس بشكل عام. من الممكن تحديد مدرستين فكريتين فيما يتعلق بهذه المجالات اعتمادًا على ما إذا كان الكتاب المقدس سيعتبر وثيقة تاريخية أو دينية أم لا. إن المدرستين ليستا وحدتين منفصلتين بل تشكل سلسلة متصلة مما يجعل من الصعب تحديد المعسكرات ووض الحدود. ومع ذلك من الممكن تحديد نقاط الاختلاف على الرغم من أن هذه الاختلافات يبدو أنها تتناقص بمرور الوقت.

### اكتشافات مختارة

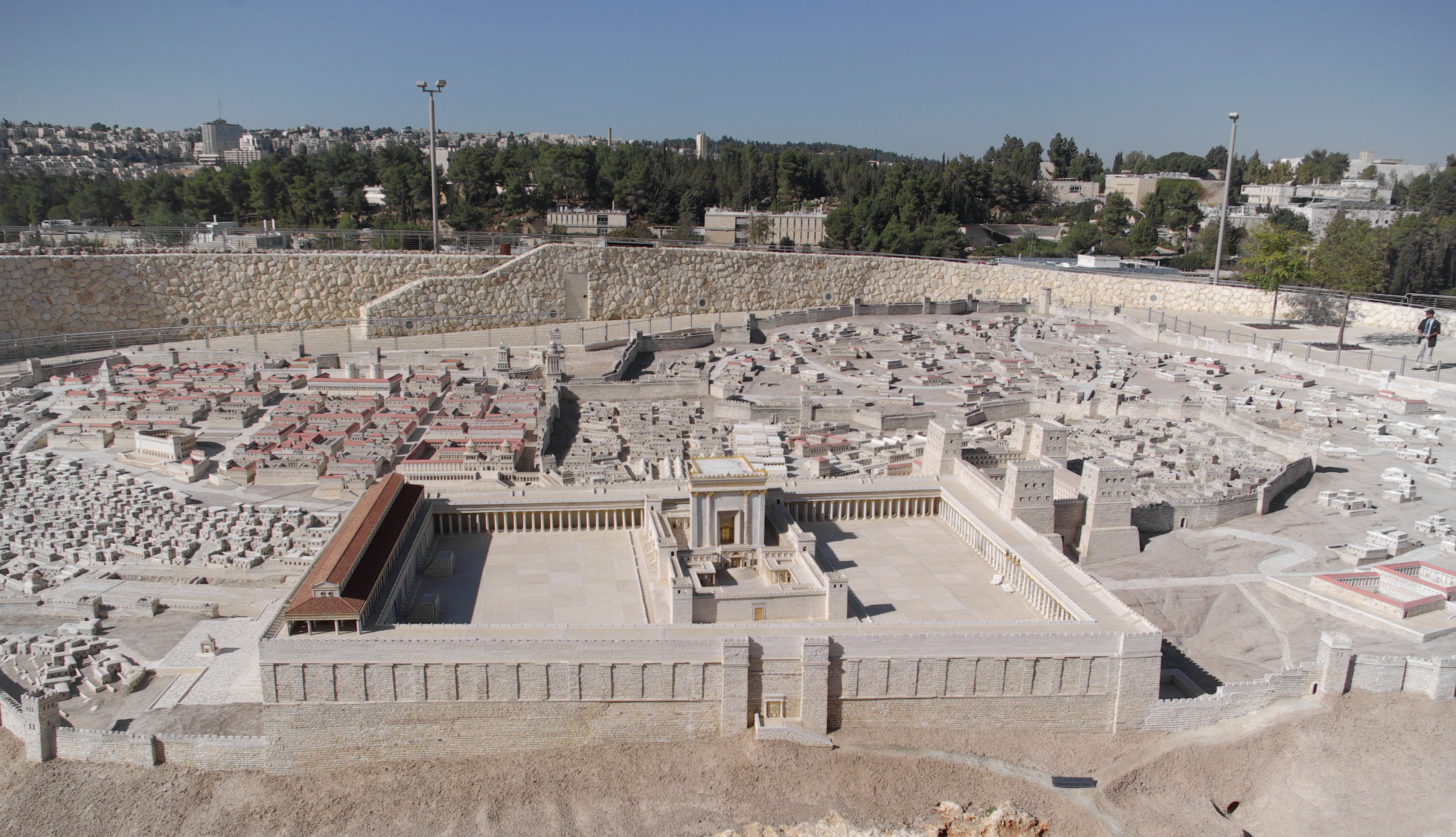
نموذج لإعادة ترميم للقدس في القرن الأول الميلادي الذي أصبح ممكنا بفضل نتائج علم الآثار الكتابي.

## ملخص موجز للمواقع والنتائج الأثرية الهامة

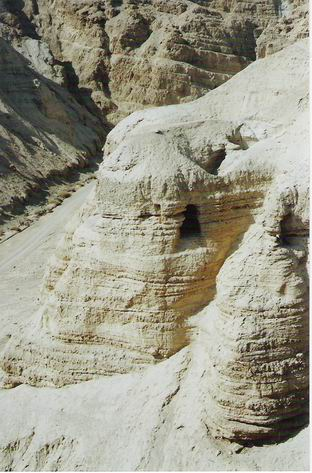
موقع كهوف قمران حيث تم العثور على واحدة من أهم اكتشافات علم الآثار الكتابي في كل العصور، في وادي البحر الميت.

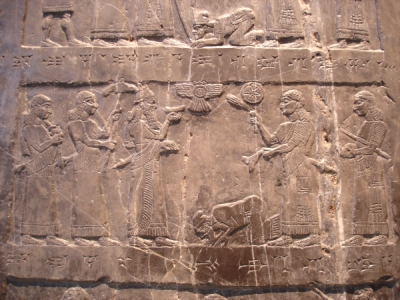
أول تصوير لياهوعلى المسلة السوداء. يظهر يسجد عند أقدام الملك شلمنصر الثالث.

### أشياء ذات أصول كتابية غير معروفة أو مرفوضة
كان علم الآثار الكتابي أيضًا هدفًا للعديد من عمليات التزوير المشهورة التي تم ارتكابها لمجموعة متنوعة من الأسباب. أحد أكثرها شهرة هو مثوى يعقوب عندما ظهرت المعلومات في عام 2002 تتعلق باكتشاف عظام مع نقش يقول «يعقوب، ابن يوسف وشقيق يسوع». في الواقع تم اكتشاف القطعة الأثرية قبل عشرين عامًا وحدث له تبادل باليدين عدة مرات وتمت إضافة النقش. تم اكتشاف هذا لأنه لا يتوافق مع نمط الحقبة التي يرجع لتاريخها.
تأتي العناصر في القائمة التالية بشكل عام من مجموعات شخصية وغالباً ما يتم شراؤها من أسواق التحف. أصالتها مثيرة للجدل للغاية وفي بعض الحالات ثبت أنها مزيفة.
- تابوت العهد:
  - كان هناك عدد من الادعاءات فيما يتعلق بالموقع الحالي للتابوت. تزعم الكنيسة الأرثوذكسية الإثيوبية أنها تملك التابوت في أكسوم بإثيوبيا. يدعي التقليد المحلي أنه تم إحضاره إلى إثيوبيا من قبل مينليك الأول بمساعدة إلهية في حين ترك المزيف في الهيكل في القدس.
- أشياء قادمة من تاجر «التحف» عوديد الجولان. كما هو موضح أعلاه اتهمت الشرطة الإسرائيلية الجولان وشركائه بتزوير صندوق مثوى يعقوب في عام 2004، كما اتهموهم بتزوير عدد من الأشياء الأخرى مثل:
  - نقش يوآش، الذي يصف إصلاحات الهيكل في القدس. يشتبه في أن النقش مزيف على الأحجار القديمة الأصيلة.
  - نبذ مختلفة تشير إلى المعبد أو أسماء في الكتاب المقدس.
  - شمعدان حجري بسبعة أذرع «بمينوراه» من المعبد.
  - ختم حجري بحواف ذهبية منسوب للملك منسى ملك يهوذا.
  - صفيحة من المرو عليها نقش باللغة المصرية القديمة تفيد أن الملك شيشق استولى على مدينة مجدو القديمة.
  - رمان عاجي مصنوع من عظم فرس النهر وعليه نقش «مقدس لكاهن بيت الله».
  - العديد من الالأختام التي تشير إلى شخصيات كتابية مثل الكاتب باروخ بن نيريا والنبي حزقيال.
- عمليات البحث عن سفينة نوح فقد ادعت مجموعات مختلفة أنها عثرت على سفينة نوح، ويعتبر العديد من العلماء أن هذه النتائج تنتمي إلى علم الآثار الزائفة.
  - مجموعة خلقيون إيطاليون تسمى «ذا ناركس» تعتبر واحدة من العديد من المجموعات التي تدعي أنها تعرف الموقع الدقيق لبقايا تابوت العهد في قمة جبل أرارات على الحدود بين تركيا وأرمينيا.[13]
  - في عام 2004، قامت بعثة بتقصي تلال 19 كم من قمة جبل أرارات يعتقد أنها موقع استقرار بديل للتابوت. تم تقديم عينات إلى معهد أبحاث تاج العلوم الجيولوجية والنووية في ويلينغتون بنيوزيلندا للاختبار. ومع ذلك استنتج الجيولوجيون في المعهد الحكومي أن العينات كانت من الصخور البركانية وليست الخشب المتحجر.[14]
- كفن تورينو:
  - يصر النقاد على أن قماش الكتان يحتوي على رسم ليسوع مصنوع في العصور الوسطى. ويصر آخرون على أن الصورة تشكلت من خلال عملية حيوية أغمقت ألياف الكفن خلال وقت القيامة. يعود تاريخ الكربون المشع لبعض عينات المواد المأخوذة من الكفن إلى العصور الوسطى، لكن بعض الباحثين يدعون أن العينات تم أخذها من رقعة أعيد نسجها خلال تلك الفترة الزمنية.[15]
- حجاب القديسة فيرونيكا:
  - قطعة قماش على وجه رجل قيل أن يسوع مطبوع عليها. يعتقد البعض أنه كان القماش الذي تستخدمه فيرونيكا لتنظيف وجه يسوع على طريق الآلام في الطريق إلى الجلجثة. هناك ست صور على الأقل موجودة تشبه إلى حد كبير بعضها البعض والتي تدعي جميعها أنها الحجاب الأصلي.

## علم الآثار التوراتية والكنيسة الكاثوليكية
تهدف غالبية الحفريات والتحقيقات التي أجريت في المنطقة التي تشير إليها قصص الكتاب المقدس بشكل أساسي إلى إلقاء الضوء على الخلفية التاريخية والثقافية والاقتصادية والدينية للنصوص، وبالتالي فإن هدفها الرئيسي لا يثبت عادةً صحة هذه الروايات إلا أن هناك بعض المجموعات التي تتخذ نهجًا أكثر أصولية وتنظم حملات أثرية بقصد إيجاد دليل على أن الكتاب المقدس واقعي وأن رواياته يجب أن تُفهم على أنها أحداث تاريخية. وهذا ليس الموقف الرسمي للكنيسة الكاثوليكية. 
يمكن أن تقدم التحقيقات الأثرية التي يتم إجراؤها باستخدام الأساليب العلمية بيانات مفيدة في تحديد التسلسل الزمني الذي يساعد على ترتيب القصص الكتابية. في بعض الحالات يمكن لهذه التحقيقات أن تجد المكان الذي حدثت فيه هذه القصص. في حالات أخرى يمكنها تأكيد صحة القصص. ومع ذلك في أمور أخرى يمكنها التشكيك في الأحداث التي تم اعتبارها حقيقة تاريخية، وتقدم الحجج التي تبين أن بعض القصص ليست روايات تاريخية ولكنها قد تنتمي إلى نوع سردي مختلف.
في عام 1943 أوصى البابا بيوس الثاني عشر بأن تؤخذ النتائج الأثرية في الاعتبار أثناء الكتاب المقدس من أجل تمييز الأنواع الأدبية التي يستخدمها الكتاب المقدس.
ومنذ ذلك الوقت تم اعتبار علم الآثار أداة لا غنى عنها تقدم مساعدة قيمة في علوم الكتاب المقدس.

## الحفريات والدراسات
فيما يلي ملخص لأهم الحفريات والدراسات:
| عام الإكتشاف                               | الموقع                                              | الاسم المذكور في الكتاب المقدس | المكتشف                                                 | تعليق |
| "أعيد اكتشافها" بالبتراء في 22 أغسطس 1812. | الخزنة                                              | الخزنة                         | يوهان لودفيج بوركهاردت                                  | الخزنة من أكثر المباني تفصيلاً في مدينة البتراء بالأردن القديمة. |
| 1841                                       | دراسة                                               | لا يوجد                        | إدوارد روبنسون                                          | اقترحت أبحاث روبنسون التوراتية في فلسطين وسيناء والبتراء والمناطق المجاورة بناءً على دراسة للشرق الأدنى الذي أجريت على مدار عدة سنوات أسماء توراتية للمواقع الحديثة. |
| 1871 – 1877                                | دراسة                                               | لا يوجد                        | تشارلز وارن                                             | "مسح غرب فلسطين"، الذي نشر بواسطة جمعية صندوق استكشاف فلسطين، عكس مسح وارن الميداني المفصل في فلسطين وخاصة المسجد الأقصى في القدس. وشملت الاكتشافات الرئيسية أحجار الأساس لمعبد هيرودس وأول نقوش عبرية في العصر الحديدي وآبار تحت مدينة داود.                             |
| 1890                                       | تل الحصن                                            | عجلون                          | السير ويليام ماثيو فليندرز بيتري                        | كان يعتقد في ذلك الوقت أن الموقع هو لاخيش المذكور في التوراة، ولكنه الآن معروف بشكل عام بإسم عجلون، لاحظت بيتري الطبقات المكشوفة من خلال تدفق المياه المتأخم للموقع وتفاصيل شعبية لمجموعات الفخار المستخرجة منها. فكان هذا بمثابة إدخال الطبقية في علم الآثار الفلسطينية. |
| 1891–92                                    | تل الحصن                                            | عجلون                          | فريدريك جاي بليس                                        | لا يوجد |
| 1898-1900                                  | تل الصافي                                           | الجتي                          | فريدريك جاي بليس وراس ماكاليستر                         | لا يوجد |
| 1898-1900                                  | قرية زكريا                                          | عزيقه                          | فريدريك جاي بليس وراس ماكاليستر                         | لا يوجد |
| 1898-1900                                  | تل الجديدة                                          | مورشيث غاث أو لبنة؟            | فريدريك جاي بليس وراس ماكاليستر                         | لا يوجد |
| 1898-1900                                  | تل سند حنا                                          | تل مرشه؟                       | فريدريك جاي بليس وراس ماكاليستر                         | لا يوجد |
| 1902–3، 1907–9                             | تل الجزر                                            | تل الجزر                       | راس ماكاليستر                                           | ال تقويم Gezer تم اكتشافه على السطح خلال هذا التنقيب. |
| 1902-4                                     | تعنك                                                | تعنك                           | إرنست سيلين                                             | لا يوجد |
| 1903–5                                     | مجيدو                                               | مجيدو                          | جوتليب شوماخر                                           | لا يوجد |
| 1905–7                                     | الجليل                                              | الجليل                         | هيرمان كول، إرنست سيلينو كارل واتزينغر                  | مسح قديم المعابد |
| 1907–9                                     | شكيم                                                | شكيم                           | إرنست سيلين وكارل واتزينغر                              | لا يوجد |
| 1908، 1910–1                               | السامرة                                             | السامرة                        | ديفيد جي ليون، كلارنس س. فيشرو جورج أ.ريزنر             | لا يوجد |
| 1911–3                                     | بيت شيمش                                            | بيت شيمش                       | دنكان ماكنزي                                            | لا يوجد |
| 1921–3، 1925–19، 1930–3                    | بيسان                                               | بيسان                          | كلارنس س. فيشر، آلان رووجيرالد م. فيتزجيرالد            | لا يوجد |
| 1922–3                                     | الجبعة                                              | جبعة                           | وليام ف                                                 | لا يوجد |
| 1925-1939                                  | مجيدو                                               | مجيدو                          | كلارنس س. فيشر، منظمة التحرير الفلسطينية غيوجوردون لاود | لا يوجد |
| 1926، 1928، 1930، 1932                     | تل بيت مرسم                                         | عجلون أو دبير أو قرية سفر      | وليام ف                                                 | لا يوجد |
| 1926–7، 1929، 1932، 1935 محفورة            | تل النصبة                                           | المصفاة وجبع بنيامين           | وليام فريدريك بادي                                      | لا يوجد |
| 1928-1933                                  | بيت شيمش                                            | بيت شيمش                       | إليهو غرانت                                             | لا يوجد |
| 1930-196 مستخرج                            | تل السلطان                                          | معركة أريحا                    | جون جارستانج                                            | اقترح أن بقايا الجدار العلوي كان الجدار الموصوف في الكتاب المقدس، ومؤرخ بحوالي 1400 قبل الميلاد. |
| 1931–3، 1935 مستخرج                        | السامرة                                             | السامرة                        | جون وينتر كروفوت                                        | لا يوجد |
| 1932-1938                                  | لاخيش                                               | لاخيش                          | جيمس ل. ستاركي                                          | تم إنهاء الحفريات عندما قتل عرب مسلحون ستاركلي بينما في طريقه إلى مراسم افتتاح متحف فلسطين الأثري في القدس |
| 1936–40                                    | بيت شعاريم                                          | بيت شعاريم                     | بنيامين مزار                                            | لا يوجد |
| 1948–50، 1952–5 تم حفره                    | يافا                                                | لا يوجد                        | يعقوب كابلان                                            | لا يوجد |
| 1952-1958 مستخرج                           | تل السلطان                                          | معركة أريحا                    | كاثلين كينيون                                           | الموقع أقدم بكثير من التواريخ المفترضة لـ غزو كنعان. |
| 1954، 1959–196 مستخرج                      | رمات رحيل                                           | لا يوجد                        | يوهانان أهاروني                                         | لا يوجد |
| 1955–1968                                  | حاصور                                               | حاصور                          | يغئال يادين                                             | لا يوجد |
| 1956–7، 1959–60، 1962 محفورة               | جبعون                                               | جبعون                          | جيمس بي بريتشارد                                        | لا يوجد |
| 1961–7 تم التنقيب)                         | بيت المقدس (مدينة داود)                             | لا يوجد                        | كاثلين كينيون                                           | لا يوجد |
| 1962–7                                     | اراد                                                | اراد                           | يوهانان أهاروني وروث عميران                             | لا يوجد |
| 1962–3، 1965–72                            | أشدود                                               | أشدود                          | موشيه دوثان                                             | لا يوجد |
| 1963–5 تم حفره                             | مسعدة                                               | لا يوجد                        | يغئال يادين                                             | لا يوجد |
| 1964-1974                                  | تل الجزر                                            | تل الجزر                       | إرنست رايت، ويليام ج. دايفرو جو د. سيجر                 | لا يوجد |
| 1968–78                                    | بيت المقدس (الزاوية الجنوبية الغربية لل جبل المعبد) | جبل المعبد                     | بنيامين مزار                                            | لا يوجد |
| 1969-1976                                  | بئر السبع                                           | بئر السبع                      | يوهانان أهاروني وزئيف هرتسوغ                            | لا يوجد |
| 1969-1982                                  | بيت المقدس (الحي اليهودي)                           | بيت المقدس                     | نامان أفيجاد                                            | لا يوجد |
| 1973-94                                    | لاخيش                                               | لاخيش                          | ديفيد أوسيشكين                                          | لا يوجد |
| 1975–82                                    | عروير                                               | عروير                          | ابراهام بيران                                           | |
| 1977–9، 1981–9                             | تمنة                                                | تمنة                           | أميهاي مزار وجورج إل. كيلم                              | لا يوجد |
| 1978-85                                    | بيت المقدس (مدينة داود)                             | بيت المقدس                     | يغئال شيلو                                              | لا يوجد |
| 1979–80                                    | كتف حينوم                                           | لا يوجد                        | غابرييل باركاي                                          | لا يوجد |
| 1966-1972                                  | تل إت.                                              | أي                             | جوزيف أ. كالاواي                                        | |
| 1981-2، 1984–8، 1990، 1992–6               | إكرون                                               | إكرون                          | ترود دوثان وسيمور جيتين                                 | لا يوجد |
| 1989-1996                                  | بيت شيان                                            | بيت شيان                       | أميهاي مزار                                             | لا يوجد |
| 1994 - مستمر                               | مجدو                                                | مجدو                           | إسرائيل فينكلشتاين وإريك هـ. كلاين                      | لا يوجد |
| 1996-2002، 2004 - مستمر                    | تل الصافي (يعرف باسم جات الفلسطينيين)               | جت                             | ارين معير                                               | لا يوجد |
| 1997–                                      | تل رحوف                                             |                                | أميهاي مزار                                             | لا يوجد |
| 1999-2001، 2005                            | تل زيت                                              | لبنة                           | رون تابي                                                | لا يوجد |
| 2005                                       | رمات رحيل                                           | لا يوجد                        | اوديد ليبسشيتس                                          | لا يوجد |
| 2005                                       | نحال توت                                            | لا يوجد                        | تم تنقيب أمير غورزالتشاني وجيرالد فينكيلز زتجن          | لا يوجد |
| 2007                                       | خربة قيافة                                          | لا يوجد                        | يوسف جارفينكل وسار جانور                                | لا يوجد |

## روابط خارجية
- علم الآثار في الثقافة الشعبية
- موارد الأنثروبولوجيا على الإنترنت - موارد الأنثروبولوجيا على الإنترنت: دليل ويب يحتوي على أكثر من 3000 رابط تم تجميعه في مواضيع متخصصة.
- مجلة علم الآثار التي نشرها معهد الآثار الأمريكي
- دليل الآثار - دليل المواضيع الأثرية على شبكة الإنترنت.
- 2003- حرب العراق وعلم الآثار معلومات عن النهب في العراق.
- علماء الآثار الزائفة الكتابية ينهبون الضفة الغربية
- مواقع التنقيب العمل الأثري وصفحات المتطوعين.